# Olophontosia hampsoni
Olophontosia hampsoni är en fjärilsart som beskrevs av George Thomas Bethune-Baker 1904. Olophontosia hampsoni ingår i släktet Olophontosia och familjen tandspinnare. Inga underarter finns listade i Catalogue of Life.